# Кам'янець-Подільська агломерація
Кам'янець-Подільська агломерація — агломерація з центром у місті Кам'янець-Подільський.
Агломерація у складі міста Кам'янець-Подільський та Кам'янець-Подільського району нараховує — 298,7 тис. осіб. Головні чинники створення і існування агломерації є культурний та адміністративний центр району та прилеглих територій, місто обласного підпорядкування, друге за значенням місто Хмельницької області та перше за історичними пам'ятка місто Поділля. 
У складі агломерації:
- Кам'янець-Подільський, Дунаївці, Чемерівці та навколишні села та селища.

## Міська зона

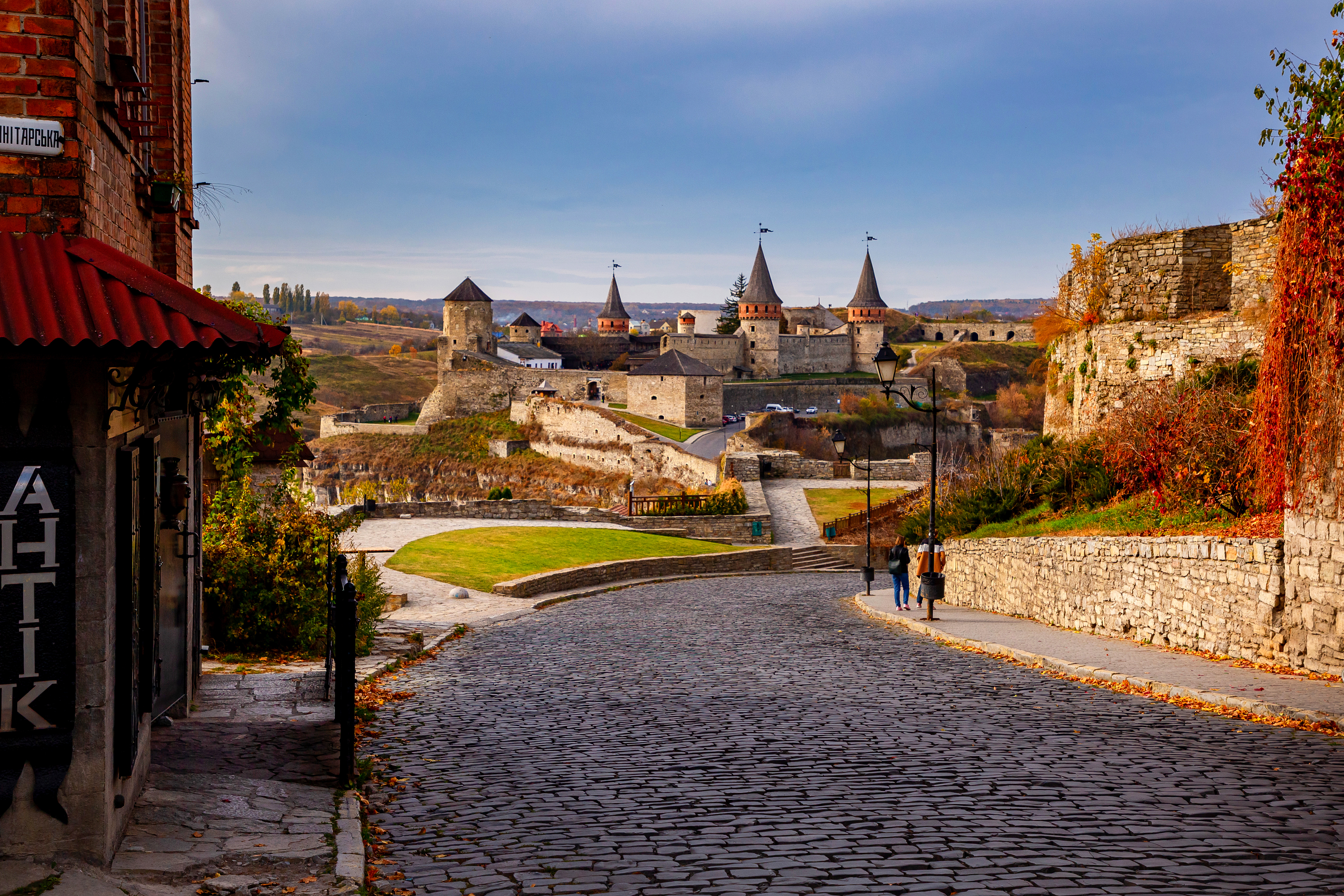
Центр агломерації

Довкола міста розташовано численна кількість сіл, що впритул межують з містом, а деякі з них повноцінно інтегровані в місто в урбаністичному розумінні. Маятникова міграція показує, що більшість з них входять у економічну зону міста, а її межі залежно від сполучення сягають таких сіл як: Маків на півночі та Жванець на півдні і Кадиївці на заході та Кульчіївці на сході відповідно. Тому можна говорити про економічну та інтегровану Кам'янець-Подільську агломерацію, що налічує приблизно 118,5 тис. осіб.
| Село                   | Населення |
| Довжок                 | 4589      |
| Кам'янка               | 2092      |
| Мукша Китайгородська   | 1967      |
| Смотрич                | 1254      |
| Слобідка-Кульчієвецька | 885       |
| Зіньківці              | 851       |
| Цибулівка              | 550       |
| Лисогірка              | 387       |
| Слобідка-Гуменецька    | 825       |
| Колибаївка             | 1742      |
| Голосків               | 1661      |
| Разом                  | 118 531   |